# 紺色

不同的紺色與普魯士藍、琉璃色的比較

紺色，是藍色系中的一種顏色，帶有紫色的深藍色，是藍色系中最深的顏色。
在古代中國，紺色則用作形容今日的雪青色。

## 近似色
- 藍色
- 靛色
- 海軍藍
- 普魯士藍